# 朴奏嬉
朴奏嬉 （1977年7月10日——）是一名韩国的女歌手，生于韩国全罗南道木浦市。该歌手于2000年出道，并在2001年1月发布了第一个个人专辑——Lucky，目前该歌星发布了4个个人专辑而已。其中她所创作的歌曲——“自己呀”，是目前最热门的流行曲之一。

## 专辑
- 2004年（第1个专辑）：Lucky
- 2005年（第2个专辑）：自己呀
- 2012年（第3个专辑）：섹시하게
- 2013年（第4个专辑）：弟弟

## 主要热门流行曲
- 自己呀